# Ectopius rubellus
Ectopius rubellus är en stekelart som först beskrevs av Johann Friedrich Gmelin 1790.  Ectopius rubellus ingår i släktet Ectopius och familjen brokparasitsteklar. Arten är reproducerande i Sverige. Inga underarter finns listade i Catalogue of Life.